# Jaroslava Blažková
Jaroslava Blažková (15. listopadu 1933 Velké Meziříčí, Československo – 20. února 2017 Kanada) byla slovenská spisovatelka-prozaička, publicistka a autorka knih pro děti a mládež.

## Životopis
Dětství prožila střídavě v Česku a na Slovensku, od roku 1948 žila v Bratislavě. Vzdělání získávala nejprve na gymnáziu v Bratislavě, později začala dálkově studovat na filozofické fakultě Univerzity Komenského, ale studia v roce 1954 zanechala. Již v době studií na gymnáziu začala pracovat v Československém rozhlasu, později pracovala v redakci deníku Smena, odkud byla v roce 1956 propuštěna z politických důvodů. Poté pracovala jako dělnice v zahradnictví, od roku 1959 se věnovala profesionálně literatuře. Od roku 1968 žila v Kanadě, kam emigrovala s rodinou, a vlastní literární tvorbě se věnovala již jen sporadicky.
Za tvorbu pro děti obdržela cenu UNESCO H. Ch. Andersena.

## Tvorba
Největší část její literární tvorby pochází z období před emigrací; po roce 1989 jsou vydávány již jen reedice jejích starších děl. V tomto období byla jednou z nejoblíbenějších autorek, nicméně také se o jejích dílech nejvíce diskutovalo. Její díla se nacházejí na pomezí vysoké a populární literatury, jsou příznačná svým osobitým humorem a sentimentem. Ve svých dílech se zaobírala problémy dospívající mládeže, které podávala velmi expresívním jazykem, s ironií a sebeironií vypravěčky. V literatuře pro děti se věnovala umělecko-naučným dílům, ve kterých poutavou formou podávala např. poznatky o přírodě.

## Dílo
- Seznam děl v Souborném katalogu ČR, jejichž autorem nebo tématem je Jaroslava Blažková